# Tityobuthus manonae
Espèce
Tityobuthus manonae est une espèce de scorpions de la famille des Ananteridae.

## Distribution
Cette espèce est endémique de la région d'Anôsy à Madagascar. Elle se rencontre vers Mandena.

## Description
Le tronc du mâle holotype mesure 2,6 mm.

## Systématique et taxinomie
Cette espèce a été décrite par Lourenço en 2000.

## Étymologie
Cette espèce est nommée en l'honneur de Manon Vincelette.

## Publication originale
- Lourenço, 2000 : « More about the Buthoidea of Madagascar, with special references to the genus Tityobuthus Pocock (Scorpiones, Buthidae). » Revue Suisse de Zoologie, vol. 107, no 4, p. 721-736 (texte intégral).